# Estació de Serdinyà

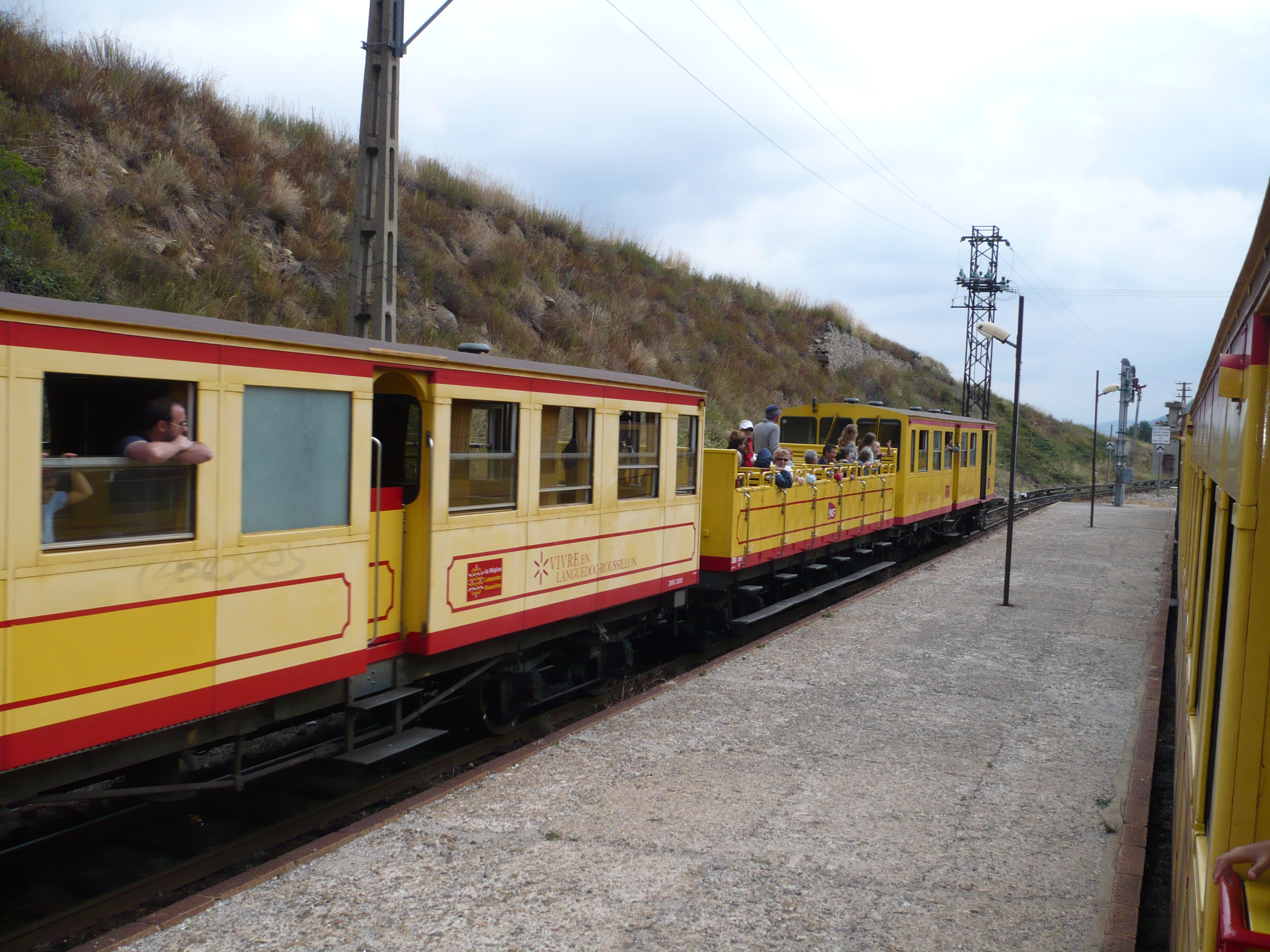
El tren groc a l'Estació de Serdinyà

L'Estació de Serdinyà (en francès i oficialment Gare de Serdinya) és una estació de ferrocarril de la línia de tren groc situada en el poble i comuna del mateix nom, a la comarca del Conflent, de la Catalunya del Nord.
És a l'extrem oriental del barri del Bac de Serdinyà, a la dreta de la Tet, entre el Camí de la Querola i el carrer del Bac.
| Procedència/Destinació                  | <                                       | Línia     | >      | Procedència/Destinació    |
| --------------------------------------- | --------------------------------------- | --------- | ------ | ------------------------- |
| : Transport express régional            |                                         |           |        |                           |
| Vilafranca de Conflent - Vernet - Fullà | Vilafranca de Conflent - Vernet - Fullà | Tren groc | Joncet | La Tor de Querol - Enveig |